# たかさきゆこ
たかさき ゆこ（1984年3月26日 - ）は日本の女優、タレント、モデル、声優、ナレーター。群馬県高崎市出身。身長158cm、血液型はO型。ジャックポットに所属していた。現在　は男装パフォーマンスユニット【Vipera】ヴァイパーの優弥として活動している。

## 出演

### TV
- お願い!ランキング（テレビ朝日）
- 853〜刑事・加茂伸之介（テレビ朝日）
- ナース物語（千葉テレビ）
- 水曜ミステリー 信濃のコロンボ（テレビ東京）
- タモリ倶楽部空耳アワー（テレビ朝日）
- 東京カワイイ★TV（2010年、NHK総合ゲスト出演）
- 土曜ワイド劇場　火災調査官・紅蓮次郎（テレビ朝日）
- めちゃ×2イケてるッ!（2011年、フジテレビ）渡辺貞子 役
- 復活!ミニスカポリス あっ!とおどろく緊急出動!（あっ!とおどろく放送局、2011年）
- 復活! ミニスカポリスのニコジョッキー（ニコジョッキー）
- 復活！ミニスカポリスのニコニコパトロール（2011年7月27日 - （隔週）、ニコジョッキー）

### CM
- ニンテンドーDS ぼくらのテレビゲーム検定
- アース製薬 温素
- HcmProダブルオーガンダム
- Dr.Wiillards

### 舞台
- K.B.S.Project　act.09 『おくられびと』
- Bliz“もしかも”Project　『もしかも！』 - 我城院琴音 役
- K.B.S.Project　act.07『Benkei-静恋の涙-』 - 源義経 役（主演）
- 劇団女神座旗揚げ公演『kirakira☆メリーガール』
- トワイライトプリンセス - サクラ 役（主演）
- 夏の夜の夢 - ハーミア 役（主演）
- ロミオ&ジュリエット

### 声優
- TDKI Zoome動画向上委員会 - Zoome君 役
- HIS ハワイ支店 ナレーション
- ゲームTANTRA（ガンホーエンターテイメント） - ガンダルヴァ役
- VP コーワケラチナミン - かさかささん 役
- クローズド・デパートメント・ホラー（ラジオドラマ、2011年制作） - 神無月ハニー役[3]

### DVD
1. ゆこなっつ KISS（2009年5月31日、BNS）
2. おっぱい大地震～たわわに実った果実達～（2009年11月30日、BNS）オムニバス
3. ゆこの秘密基地（2010年11月26日、オルスタックピクチャーズ）
4. お願い…（2011年3月19日、トリコ）
5. ずっと近くに（2011年5月19日、トリコ）写真集付き、姫神ゆりと
6. 我輩はゆこである（2011年6月30日、BNS）
7. ひとやすみ（2012年11月28日、オルスタックピクチャーズ）

### その他
- iPhoneアプリ『毎朝チェッカー』
- PSPソフト『ルナベース地球防衛軍女子部 飛び出せ!野球拳3D』（レインエンターテイメント、2011年3月25日発売）
- ゆことありさのWEBラジオ メインパーソナリティ
- フリーペーパーアクア 表紙（2011年5月号）
- まいにち☆3Dデート 秋葉原デート（いつの間にテレビ・フジテレビ制作、2012年4月2日 - 6日）